# 朱傳
朱傳（？年—？年），字唯一，又字聖紹。山東省濟南府德平縣（今屬德州市）人，清朝政治人物、學者。

## 生平
乾隆十五年（1750年）庚午科山東鄉試舉人。
乾隆十七年（1752年）壬申恩科第三甲第一百五十六名同進士出身。
朱傳好學能文，將從祖朱履慶遺留未完成的《德平縣文獻彙略》副稿續編成書。
朱傳尚未授官即卒，時人以為可惜。